# Shortcut Col
Der Shortcut Col (englisch für Abkürzungssattel) ist ein breiter und mehr als 460 m (nach Angaben des UK Antarctic Place-Names Committee etwa 650 m) hoher Gebirgspass im Norden des Grahamlands auf der Antarktischen Halbinsel. Auf der Trinity-Halbinsel liegt er zwischen Mount Hornsby im Norden und dem südlich aufragenden Mount Brading. Er stellt die Verbindung zwischen dem Larsen Inlet im Südwesten über den Sjögren-Gletscher und das Sjögren Inlet zum Prinz-Gustav-Kanal im Nordosten dar.
Das UK Antarctic Place-Names Committee benannte ihn so, weil er eine Abkürzung zum vergleichsweise längeren Weg über die Scharte Longing Gap darstellt.